# Luxey
Luxey é uma comuna francesa na região administrativa da Nova Aquitânia, no departamento Landes. Estende-se por uma área de 170 km². Em 2010 a comuna tinha 671 habitantes (densidade: 3,9 hab./km²).